# Martin (série télévisée)
Pour les articles homonymes, voir Martin.
Martin (Martin) est une série télévisée américaine créée par John Bowman, Topper Carew et Martin Lawrence et diffusée entre le 27 août 1992 et le 1er mai 1997 sur le réseau FOX. En France, la série a été diffusée sur MCM à partir de 1998 à 12h30 et à 19h en VF et à 22h45 en VOST et rediffusée en VF depuis le 6 mai 2018 sur BET (France).

## Synopsis
Située à Détroit, cette sitcom met en scène Martin Lawrence dans le rôle de Martin Payne, un jeune disc jockey qui deviendra par la suite animateur de talk show à la télévision, et ses aventures loufoques avec ses amis. Martin travaille pour la station de radio fictive WZUP, puis pour la station de télévision locale Channel 51.

## Distribution
- Martin Lawrence (VF : Michel Dodane) : Martin Payne
- Tisha Campbell (VF : Maïk Darah) : Gina Waters-Payne
- Carl Anthony Payne II (VF : Laurent Morteau) : Cole Brown
- Tichina Arnold (VF : Élisabeth Fargeot) : Pamela James
- Thomas Mikal Ford (VF : Jean-François Kopf) : Tommy Strawn
- Jonathan Gries : Shawn
- Garrett Morris (VF : Serge Bourrier) : Stan Winters

## Invités et apparition spéciale
| - Lisa Raye - Ernest Thomas - Snoop Dogg - Marla Gibbs - Thomas Hearns - Nicci Gilbert (du groupe de R&B Brownstone) - Coolio - Antonio Fargas - Salt-N-Pepa - Johnnie Cochran Jr - David Alan Grier - Charles Barkley - John Witherspoon - Method Man - Tommy Davidson - Joseph C. Phillips - Judyann Elder - Rudy Ray Moore - The Notorious B.I.G. - Tracey Morgan | - Pam Grier - Kim Fields - Mark Curry - Lisa Leslie - Gary Coleman - Teresa Edwards - Dawn Staley - Rebecca Lobo - Chris Rock - MC Hammer - Kelly Jo Minter - Richard Moll - Vivica A. Fox - Lynn Whitfield - Ja'net DuBois - Richard Pryor - Little Richard - Keith Washington - Tony Cox | - Brian McKnight - BeBe Winans - CeCe Winans - Jodeci - Millie Jackson - Fred Berry - Shirley Hemphill - Randall Cunningham - Tyrese Gibson - Anthony Johnson - Keith Sweat - Wendy Williams - Kenneth « Babyface » Edmonds - Whitman Mayo - Sheryl Swoopes - Christopher « Kid » Reid - Billy Dee Williams - Clifton Powell - Jackie Chan | - OutKast - Lou Rawls - Bushwick Bill - Will Smith - Shaquille O'Neal - Phil Morris - Kristoff St. John - Charlie Murphy - John Amos - Reggie McFadden - Johnny Brown - Lark Voorhies - Kelly Coffield - Halle Berry - Miguel A. Núñez Jr. - Paul Anthony de Full Force - Angelle Brooks - Sherman Hemsley - Yo-Yo |

## Personnages
L'une des particularités de la série est que Martin Lawrence joue une multitude personnages, utilisant divers costumes et accessoires.
- Sheneneh Jenkins
- Edna « Mama » Payne
- Otis
- Jerome
- Roscoe
- Dragonfly Jones
- Bob
- Elroy Preston
- King Beef

## Épisodes

### Season 1 (1992-1993)
1. Beauty and the Beast
2. The Gift Rapper
3. Things I Do For Love
4. Boyz’R Us
5. Dead Men Don’t Flush
6. Forever Sheneneh
7. The Parents Are Coming, The Parents Are Coming
8. A Woman with a Past
9. Baby It’s Cole’d in Here
10. The Night He Came Home
11. The Great Payne Robbery
12. Three Men and a House
13. Radio Days
14. I’ve Got a Secret
15. I Saw Gina Kissing Santa Claus
16. Do the Fight Thing
17. Blackboard Jungle Fever
18. The Break-Up: Part 1
19. The Break-Up: Part 2
20. The Break-Up: Part 3
21. I’m Not Your Superwoman
22. Credit Card Blues
23. Jerome’s in the House
24. Your Arms Are Too Short to Box with Martin
25. Variety Show
26. Baby You Can Drive My Car
27. Checks, Lie, and Videotape

### Season 2 (1993-1994)
1. Do You Remember the Time?
2. Really, Gina Is Not My Lover
3. Got to Be There
4. Beat It
5. Baby, It’s You
6. Workin’ Day & Night
7. Control
8. You’ve Got a Friend
9. To Kill a Talking Bird
10. Fat Like That
11. Hollywood Swinging: Part 1
12. Hollywood Swinging: Part 2
13. Thanks for Nothing
14. Whoomp! There It Ain't
15. Holiday Blues
16. No Justice, No Peace
17. Suspicious Minds
18. Love is in Your Face: Part 1
19. Love Is in Your Face: Part 2
20. Arms Are for Hugging
21. Guard Your Grill
22. Your, Mine and Ours
23. I Don't Have the Heart
24. Crunchy Drawers
25. No Love Lost
26. The Hoedown in Motown
27. Martin's on the Move

### Season 3 (1994-1995)
1. In Search of... Martin
2. Martin Returns
3. I've Got Work to Do
4. Martin Gets Paid
5. Break Up to Make Up
6. The Closer I Get to You
7. Movin' on In
8. Momma's Baby, Maybe Martin
9. Whole Lotto Trouble
10. Get a Job
11. Feast or Famine
12. Lockin' Boots
13. Go Tell It on the Martin
14. Express Yourself
15. Sophisticated Ladies
16. Ain't Nuttin' Goin' on But the Rent
17. The Ex-files
18. All the Players Came
19. Best and Bester
20. High Noon
21. Mother of the Bride
22. C.R.E.A.M.
23. Girfriend
24. The Romantic Weekend
25. Bachelor Party
26. Wedding Bell Blues
27. Love Is a Beach

### Season 4 (1995-1996)
1. Martin in the Corner Pocket
2. Killing Him with Kindness
3. Blow, Baby, Blow
4. Ring a Ding, Ding, Ding Gone
5. Love T.K.O.
6. He Say, She Say
7. Uptown Fright Night
8. Old School Loving
9. Cole on Ice
10. Housekeeper from Hell
11. Three Homies and a Baby
12. Head in' for Trouble
13. Swing Thing
14. The Bodyguard
15. Green Card
16. You're All I Need
17. Kicked to the Curb
18. The Best of Martin
19. The Love Jones Connection
20. Where the Party At
21. Homeo & Juliet
22. The Cabin Show
23. The Tooth Will Set You Free
24. Martin, I Want to Sing
25. D.M.V. Blues
26. Why Can't We Be Friends: Part 1
27. Why Can't We Be Friends: Part 2

### Season 5 (1996-1997)
1. Is You Is or Is You Ain't
2. Back in Trouble Again
3. Sophomore Jinx
4. Working Girls
5. Boo's in the House
6. Banging Hard in the School Yard
7. The Life You Save... Might Make You Rich
8. Snow White
9. Come on over to My Place
10. Scrooge
11. Waiting, Debating & Ovulating
12. You Play Too Much
13. Ain't That About a Ditch
14. Goin' Overboard: Part 1
15. Goin' Overboard: Part 2
16. Power to the People's Court
17. I, Martin, Take Thee, Pam?
18. Auction
19. Daddy Dearest
20. Stake-Out
21. Goin' for Mine
22. One Flew over the Hoochie's Nest
23. California, Here We Come: Part 1
24. California, Here We Come: Part 2